# Constantinos Stylianou
Constantinos Stylianou, né le 6 avril 1972 à Nicosie, un compositeur et pianiste chypriote.

## Biographie
Constantinos Stylianou a effectué des études de composition à Londres, ville où il vit et travaille depuis le début des années 1990. Son œuvre de compositeur recouvre plusieurs genres, de la musique pour piano à la musique de chambre en passant par de nombreux cycles de lieder et des morceaux symphoniques jusqu'à l'opéra Picknick im Felde d'après la pièce de Fernando Arrabal (Création mondiale au Théâtre national de Linz en 2009).

## Œuvres (sélection)
- Efialtis pour orchestre à cordes (2001)
- Exploration 2 für piano solo (2003)
- Mr. C! pour piano à 4 mains (2003–2004)
- 3 Scenes from a funeral für quintette pour piano (2003–2004)
- Vouttiman Heliou pour orchestre (2004)
- 3 Orchestral pieces pour orchestre (2006)
- Joy pour violon et piano (2006)
- Chansons de fin cuer (sans mentir!), cycle de lieder en ancien français pour soprano, piano, flûte et violoncelle (2006)
- Of the beautiful kingdom, cycle de lieder sur des poèmes de poètes chypriotes grecs pour soprano et piano (2007)
- Picknick im Felde, opéra en un acte (2009)
- L'or et l'ombre, cycle de lieder sur des poèmes de Markus Hediger pour voix aigüe et piano (2011)
- 12 Preludes for piano pour piano solo (2008–2012)
- Four Seasons pour quintette à vents (2013)
- Concerto pour alto et orchestre en Do mineur (2012)
- Sonata for violin and piano (2016)